# Ciało tłuszczowe (płazy)
Ciało tłuszczowe – palcowaty, parzysty (1–2 pary) gruczoł występujący w okolicy gonad (przed nerkami) płazów. Magazynuje tłuszcze (w mniejszym stopniu także białka, glikogen oraz różne sole mineralne) wykorzystywane w okresie godowym oraz podczas budzenia się z hibernacji.